# Pronasoona
Pronasoona és un gènere d'aranyes araneomorfes de la subfamília Erigoninae, dins de la família Linyphiidae . Es pot trobar al sud-est d'Àsia.
Fou descrit per primera vegada per Alfred Frank Millidge l'any 1995.

## Llista d'espècies
Segons The World Spider Catalog 12.0:
- Pronasoona aurata Millidge, 1995 (Tailàndia)
- Pronasoona sylvatica Millidge, 1995 (Espècie tipus) – Malàisia (Borneo)